# クール・デ・サントゥール
クール・デ・サントゥール（仏語： Cour des Senteurs, 香りの中庭）は、フランス、ヴェルサイユに2013年にオープンした、レストラン他の店舗を擁する、歴史的建造物の一部である。

## 所在地
8, rue de la Chancellerie, Versailles, France
ヴェルサイユ宮殿正面のアルム広場 (la Place d'Armes)から宮殿に向かって左手に100メートルくらいの市内。

## 建物の歴史
入り口の建物は、フィリップ・ド・クルシヨン、ダンジョー侯爵（Philippe de Courcillon; marquis de Dangeau, 1638-1720)の所有した建物の増築部分である。この建物は、その後、プロヴァンス伯、のちのルイ18世 (1755 -1824)、の護衛隊に接収された。
建築は17世紀に始まり、増築部分は19世紀に追加された。
1930年、屋根とファサード部分が、文化遺産保護制度により、フランス文化財に登録された。
2013年、クール・デ・サントゥール全体が、宮廷造園家でルイ14世の街整備計画にも参加したアンドレ・ル・ノートル(1645-1700)の生誕400年を祝う「ル・ノートル年」(L'Année LeNotre)にちなんでオープンした。
ヴェルサイユ市長、フランソワ・ド・マジエールの述懐：「ル・ノートルとル・ヴォーによる1685年の最初の街計画の対象であった中庭建築の筆頭であったものが、時代を経るうちに周囲に囲まれて陸の孤島のように忘れ去られ、傷んでしまっていた。」
この価値ある場所を活かすために、ヴェルサイユ市は、宮殿前のアルム広場と旧市街であるサン・ルイ街を結ぶ新都市計画「ラ・クール・デ・サントゥール」を立ち上げたのである。

## 修復の内容
発注者：ヴェルサイユ市
建築計画者 - 元は香水博物館を計画していたため、建築家で博物館展示プランナーの、フィリップ・ピュマン（ Philippe Pumain）が、香水の歴史の研究者であるエリザベット・ド・フェドー(fr)の協力を仰いで施工。香水博物館は2018年に閉館、レストラン施設に変更。
中庭周囲の建物は、一般に開かれている場所に人が入って来やすいことを念頭に変更された。フィリップ・ピュマンの説明：「建物が面している通りrue de la Chancellerieが広くないため、この場所をより魅力的な場所に見せて人々の流れをこちらに向かせるためにも、正面に張り出していた部分は変更した。また、中庭側にあった２つの増築部分は取り壊した。最終的に、メゾン・デ・パルファムの通り側のファサードは、往時の香水販売店のイメージを使って、再構成された。」

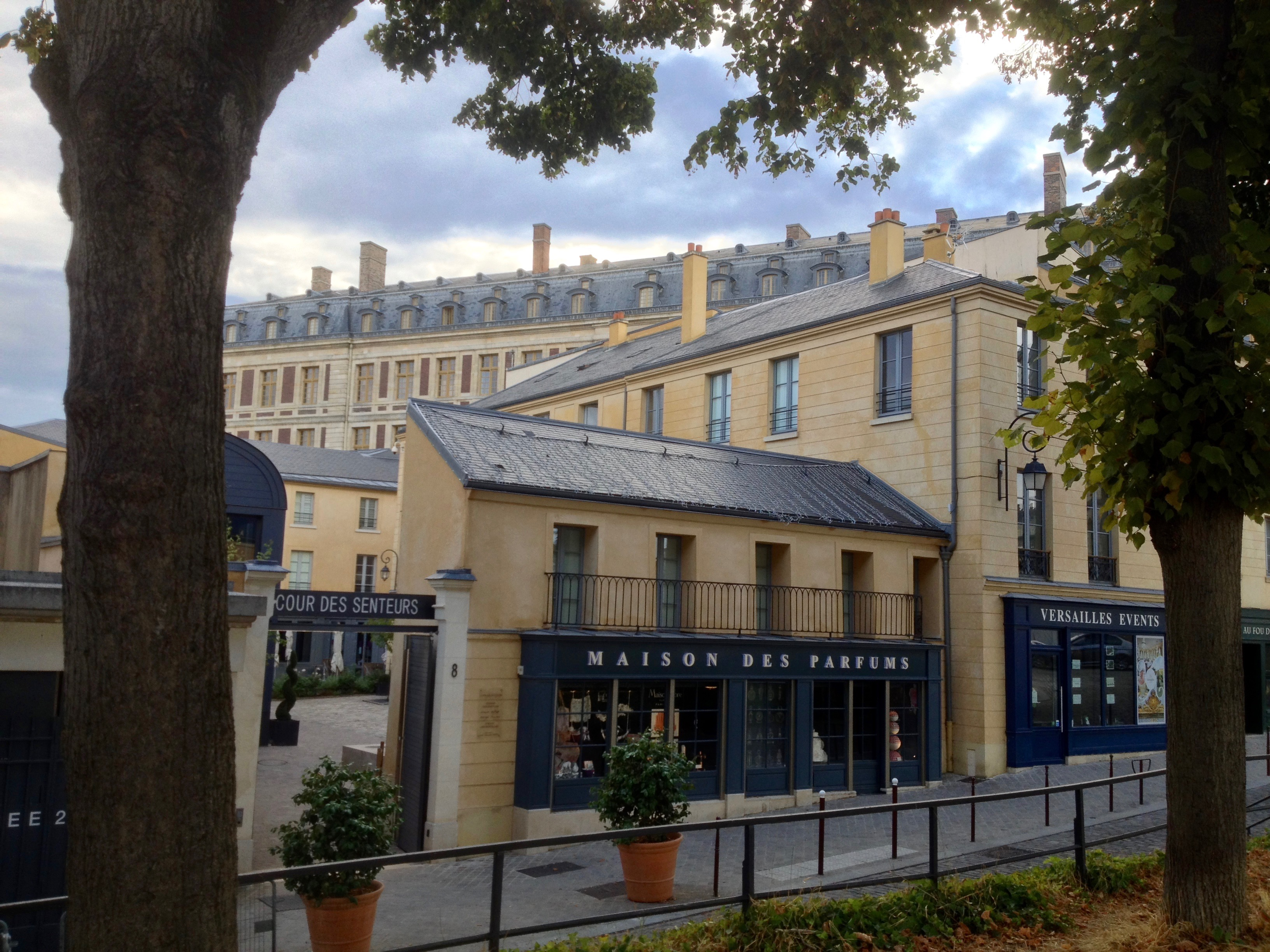
クール・デ・サントゥール入り口
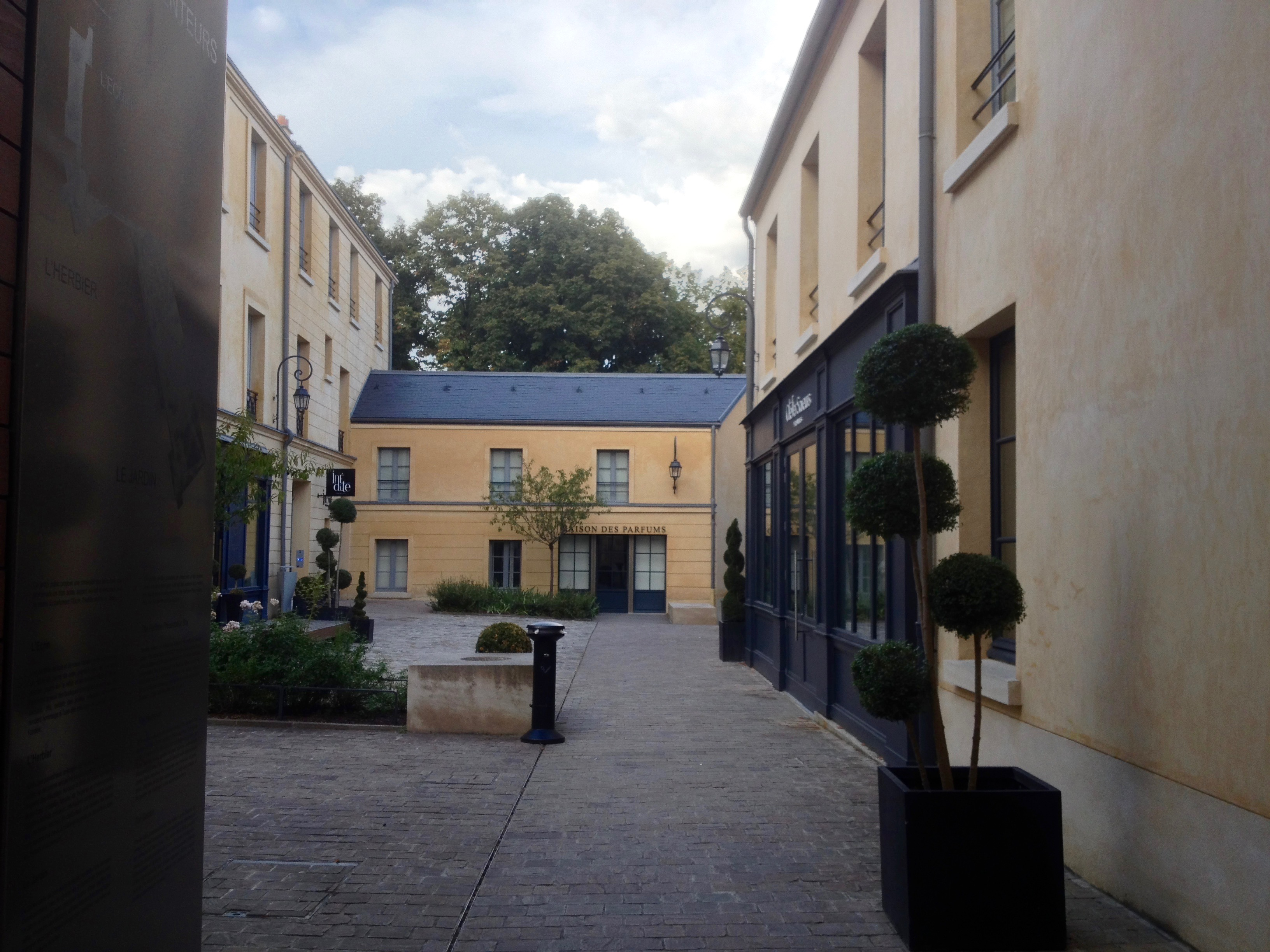
中庭
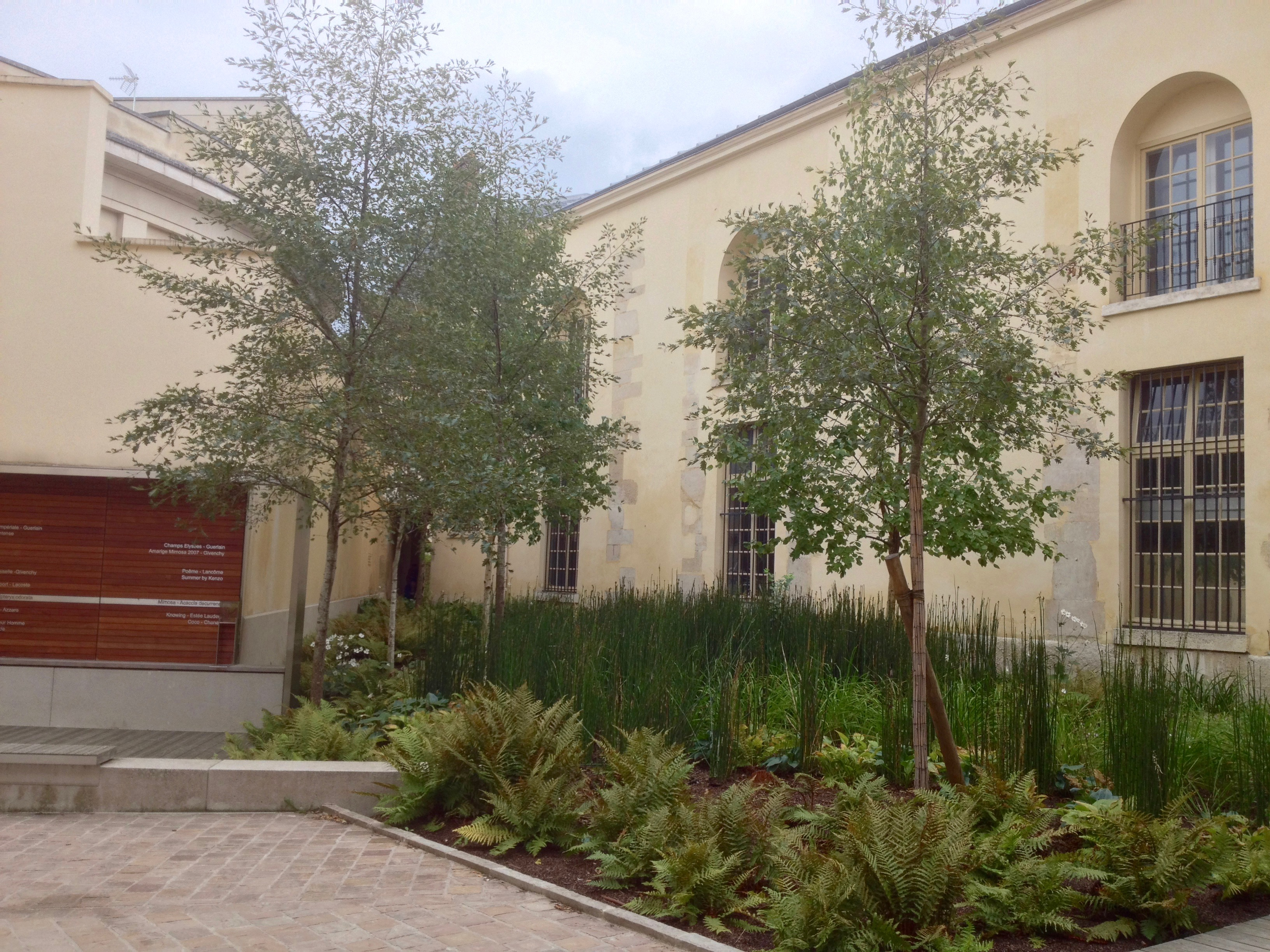
中庭の奥のスクエア
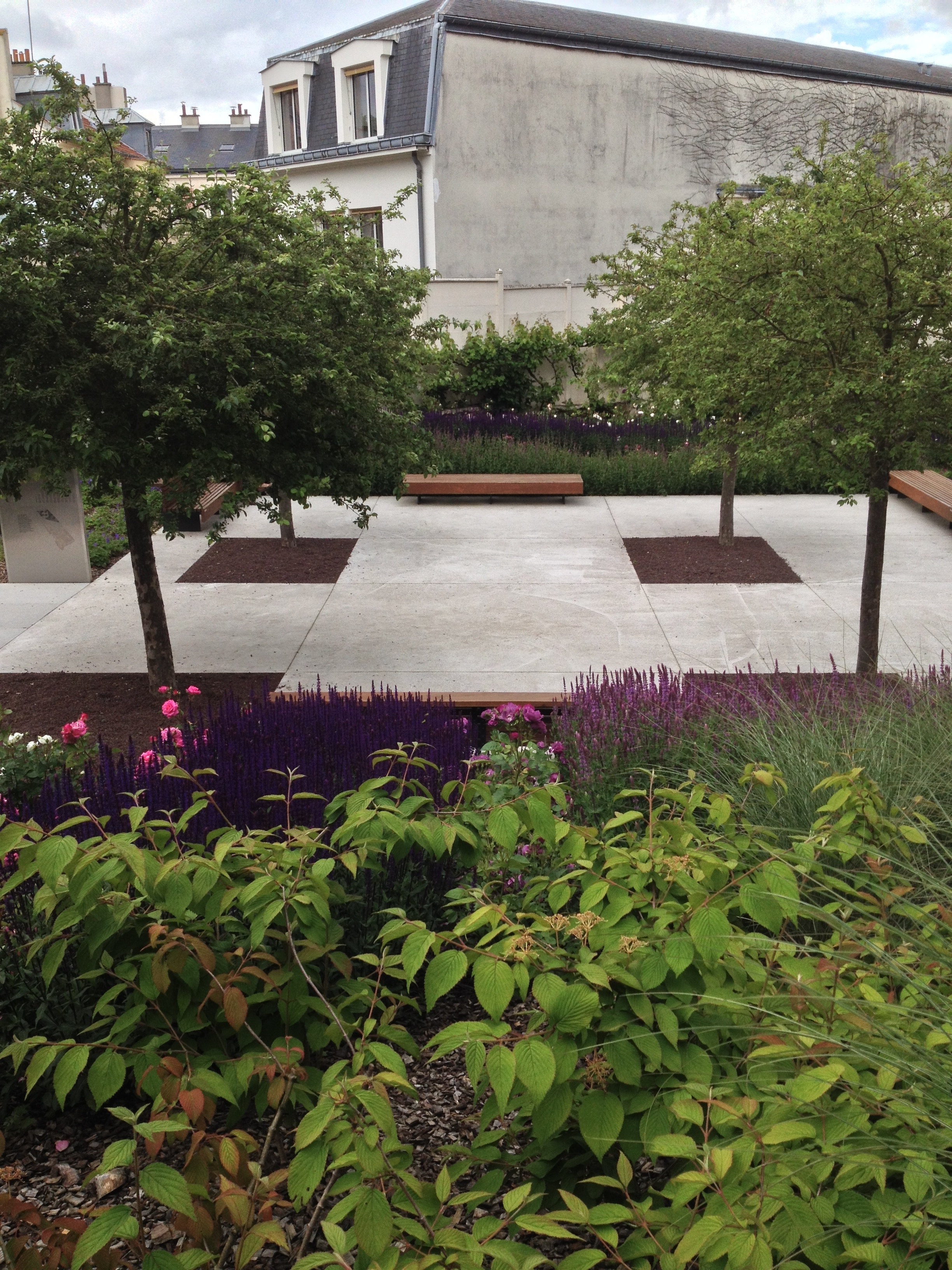
ジャルダン・デ・サントゥール

## クール・デ・サントゥールの構成
クール・デ・サントゥールの奥は、旧フランシスコ会修道院(le Couvent des Récollets) の建物に接している。
メゾン・デ・パルファムを出ると；
中庭：丁寧な手作業を経ている商品という目線で選ばれたいくつかのブランドショップと、カフェレストランが中庭を取り囲む。
スクエア：その奥に、植物が植え込まれたスクエアがあり、材料を展示したパネルによって様々な香水の由来が語られている。
公園：名称はジャルダン・デ・サントゥール(Jardin des Senteurs、香りの庭)、またはジャルダン・デ・レコレ(Jardin des Récollets)。スクエアは庭への通路にもなっており、建築家で造園設計家ニコラ・ジルスールが設計した、ジャルダン・デ・サントゥールに通じる。この公園部分は、もともと旧フランシスコ会修道院の敷地の一部であったが、2001年に一度修復され、当時の市長エティエンヌ・パントにより公園としてオープンしている。今回のクール・デ・サントゥールの企画の一環として、市は再びデザインをしなおし、2013年からジャルダン・デ・サントゥールとの名称を新しく付した。
この公園を出ると、史跡が多く、地元の住民も憩う、サン・ルイ街に出る。
クール・デ・サントゥール全体が、文化、歴史、自然を同時に体験できる小道のようなものになっている。

## サン・ルイ街の見どころ
- 球戯場
- ヴェルサイユ・サンルイ大聖堂(Cathédrale Sait-Louis)
- 王の菜園(Potager du Roi)、ルイ14世が宮殿の食卓に必要な野菜や果樹類を作らせた菜園
- バルビ公園(Parc Balbi)、のちのルイ18世が、懇意にしていたバルビ伯爵夫人に贈ったイギリス式ー中国式庭園

## コラボレーション
クール・デ・サントゥールにて行われるイベントに際し、いくつかの外部団体がヴェルサイユ市に協力している。
- ISIPCA[7](Institut Supérieur International de la Parfumerie, Cosmétique et Aromatique Alimentaire)、香水分野の高等専門学校
- Osmothèque[8], Conservatoire International des Parfums、香水関連の研究所